# Мишел Башеле
Вероника Мишел Башеле Херија (шп. Verónica Michelle Bachelet Jeria; Сантјаго, 29. септембар 1951) је чилеанска политичарка и чланица Социјалистичке партије Чилеа. У периоду од 2006. до 2010. и од 2014. до 2018. године је обављала функцију председника, поставши притом, прва жена у историји своје државе која је обављала ту функцију.
Након председничког мандата, именована је за првог извршног директора новоформираног органа Уједињених нација за родну равноправност и оснаживање жена (UN Women). У децембру 2013. године, поново се кандидовала за председника Чилеа, те је са више од 62% гласова победила све остале кандидате. На тим изборима, чак је постигла и бољи успех него 2006. године, када је имала 53,5% од укупног броја гласова. Мишел је постала прва особа од 1932. године која је двапут однела победу у председничким изборима у тој држави.
Мишел Башеле, по професији је лекар, са специјализацијом на војној стратегији, била је министар здравља и министар одбране за време мандата њеног претходника, председника Рикарда Лагоса. Мајка је троје деце, живи у брачној заједници одвојена од супруга, а изјашњава се као агностик. Поред матерњег шпанског, такође говори енглески, немачки, португалски и француски језик, различитим степенима знања.